# Campins
Campins es un municipio de España en la provincia de Barcelona, comunidad autónoma de Cataluña, situado en la  comarca del Vallés Oriental. Posee una superficie de 7,3 km², una población de 515 habitantes (INE 2018) y una densidad de población de 70,55 hab/km².

## Símbolos
El escudo de Campins se define por el siguiente blasón:
«Escudo embaldosado: de argén, 3 pinos de sinople malordenados. Por timbre una corona mural de pueblo.»
Fue aprobado el 19 de septiembre de 1996 y publicado en el DOGC número 2270 el 18 de octubre del mismo año. Los tres pinos son una referencia parlante al nombre del pueblo.

## Administración
| Periodo   | Nombre                         | Partido |
| --------- | ------------------------------ | ------- |
| 1979-1983 | Ramon Barnola i Cruells        | UCD     |
| 1983-1987 | Josep Vellvehí i Deulofeu      | CiU     |
| 1987-1991 | Josep Vellvehí i Deulofeu      | CiU     |
| 1991-1995 | Jaume Bosacoma i Cortada       | CiU     |
| 1995-1999 | Miquel Barnola i Catarineu     | CiU     |
| 1999-2003 | Miquel Barnola i Catarineu     | CiU     |
| 2003-2007 | Miquel Barnola i Catarineu     | CiU     |
| 2007-2011 | Miquel Barnola i Catarineu     | CiU     |
| 2011-2015 | Andres Toha Brunet             | CiU     |
| 2015-2019 | Joan Lacruz i Gil              | ERC     |
| 2019-2023 | Maria Inmaculada Font i Micola | ERC     |

## Demografía
Campíns cuenta con una población de 606 habitantes (INE 2024).
| Gráfica de evolución demográfica de Campíns entre 1842 y 2021                                                         |
| |
| Población de derecho según los censos de población del INE. Población de hecho según los censos de población del INE. |

| 190                        | 242 | 294 | 334 |
| (Fuente: [cita requerida]) |     |     |     |